# إيساقاوا (سقز)
قرية إيساقاوا (بالكردية: ئیساقاوا) هي إحدى القرى التابعة لـتشل تشمه الغربي في ريف قسم سرشيو من مقاطعة سقز، في محافظة كردستان الإيرانية.

## السكان
حسب إحصاءات سنة 2006، بلغ إجمالي السكان في إيساقاوا 358 نسمة وعدد المساكن 66 مسكن. لغة سكان إيساقاوا هي اللغة الكردية و هم من أهل السنة والجماعة والمذهب الشافعي.